# Курніно
Ку́рніно (рос. Курнино, ерз. Курня) — село у складі Ковилкінського району Мордовії, Росія. Адміністративний центр та єдиний населений пункт Курнінського сільського поселення.

## Географія
Знаходиться на лівому березі річки Мокша, за 2 км від районного центру міста Ковилкіно. Відстань до обласного центру міста Саранськ — 86 км. Через Курніно протікає річка Лашманка.

## Назва
Назва мокш. курыне означає «гайок, лісок». Вважають, що в основі назви «мокш. Курня» («вулиця») — від способу заселення села.

## Історія
У «Списку населених місць Пензенської губернії» (1869) Курніно — село казенне з 35 дворів Краснослободського повіту. До Великої Жовтневої революції в Воскресенській Лашмі розміщувався маєток поміщика генерала І. А. Арапова. До нього й були приписані Курнінські селяни. В 1930 роках був створений колгосп. У 1972 році на території села розташовувалися колгосп «Світлий шлях», бібліотека, будинок культури, початкова школа, ФАП, відділення зв'язку, крамниця і дитячий садок.
У 1993 році колгосп «Світлий шлях» було перейменовано в СГВК «Світлий шлях». У 1996 році переданий в оренду Ковилкінського МТС. З 2003 року підсобне господарство ГУП «Розвиток села».

## Населення
Населення — 760 осіб (2010; 787 у 2002).
Національний склад станом на 2002 рік:
- мордва — 78 %

## Господарство
Зараз у селі діють:
- початкова школа;
- будинок дозвілля;
- бібліотека;
- ФАП;
- відділення пошти;
- 3 підприємства торгівлі;
- АТС.

Вулиці заасфальтовані, проведений газ.